# D.W. Griffith
David Wark "D.W." Griffith, född 22 januari 1875 i La Grange i Kentucky, död 21 juli 1948 i Los Angeles i Kalifornien, var en amerikansk filmregissör, manusförfattare och filmproducent, som banat väg för modern filmteknik.
Griffith är främst känd för Nationens födelse (1915) och Intolerance (1916). Nationens födelse utnyttjade avancerade kamera- och berättartekniker, och dess popularitet gjorde att långfilmen fick sitt genomslag i USA. Sedan sin premiär har filmen utlöst stora kontroverser kring rasfrågor i USA, med fokus på dess negativa skildring av afroamerikaner och dess förhärligande av Ku Klux Klan. Idag är filmen både känd för sina radikala tekniker och fördömd för sin rasistiska filosofi. Filmen bojkottades av NAACP, efter att visningar av filmen hade orsakat upplopp vid flera biografer, den kom att censureras i många städer, inklusive New York. Griffiths nästa film, Intolerance, var delvis ett svar till hans kritiker. 
Flera av Griffiths senare filmer, däribland Broken Blossoms (1919), Genom stormen (1920) och De föräldralösa (1921), var också framgångsrika, men hans stora omkostnader för produktion, reklam och filmvisningar gjorde att hans affärer ändå blev kommersiella misslyckaden. Vid tiden för hans sista films premiär, The Struggle (1931), hade D.W. Griffith gjort omkring 500 filmer. 
Griffith var en av grundarna till Amerikanska filmakademien och anses allmänt vara bland de viktigaste aktörerna i filmens historia. Han krediteras för att ha populariserat användandet av närbilder i filmer.

## Biografi
Griffith verkade först som skådespelare, men verkade helt som regissör från 1908. Vid sidan av Thomas Ince var han en föregångare i fråga om stumfilmens teknik.
Griffith debuterade som filmregissör 1907. Han regisserade Nationens födelse (The Birth of a Nation, 1915), Intolerance (1916) och Abraham Lincoln (1930). För sitt sätt att romantisera Ku Klux Klan och hans sätt att skildra den svarta befolkningen har han fått kritik. Bland andra filmer märks Judit och Holofernes (1914), Broken Blossoms (1919), The fall of Babylon  (1919) och De föräldralösa (1921).
Griffith skapade den första filmthrillern, Bokhållarens diplomatiska hustru 1909. Han upptäckte bland andra Mary Pickford, Lillian Gish, Mae Marsh och Dorothy Gish. År 1919 bildade han tillsammans med Mary Pickford, Douglas Fairbanks och Charlie Chaplin filmbolaget United Artists.
Efter ljudfilmens genombrott hamnade han gradvis i glömska. Han var gift med den svenskättade skådespelaren Linda Arvidson 1906–1936.

## Filmografi i urval
- 1908 - The Adventures of Dollie
- 1909 - Bokhållarens diplomatiska hustru
- 1909 - Arbetare contra överklassen
- 1910 - Faithful
- 1910 - Ramona
- 1911 - The Lonedale Operator
- 1912 - The Musketeers of Pig Alley
- 1912 - An Unseen Enemy
- 1912 - The Girl and Her Trust
- 1913 - Death's Marathon
- 1913 - The Reformers; or, The Lost Art of Minding One's Business
- 1913 - The Battle at Elderbush Gulch
- 1914 - Judit och Holofernes
- 1915 - Nationens födelse
- 1916 – Intolerance
- 1918 - Hearts of the World
- 1918 - The Great Love
- 1918 - Det största i livet
- 1919 - Ung kärlek
- 1919 - För henne där hemma
- 1919 - Broken Blossoms
- 1919 - True Heart Susie
- 1920 - Danserskan från Samoaön
- 1920 - Remodeling Her Husband
- 1920 - Havets fångar
- 1920 - Genom stormen
- 1921 - De föräldralösa
- 1923 - Vilseförda
- 1928 - Konflikt
- 1928 - Kampen mellan könen
- 1929 - Kärlekssången
- 1930 - Abraham Lincoln